# Yun Yat
Yun Yat (ur. 1934, zm. w czerwcu 1997) – kambodżańska polityk, jeden z czołowych funkcjonariuszy reżimu Czerwonych Khmerów.
Była nauczycielką w liceum Sisowatha i żoną jednego z wpływowych kadrowców czerwonokhmerskich, Son Sena. Sama również wchodziła w skład Komitetu Centralnego KPK. W rządzie Demokratycznej Kampuczei pełniła funkcje ministra kultury, edukacji i propagandy (1975–1977) oraz ministra informacji.
Została zamordowana wraz z mężem z rozkazu Pol Pota.